# Мьоко (Ніїґата)

37°01′31.45″ пн. ш. 138°15′12.44″ сх. д. / 37.0254028° пн. ш. 138.2534556° сх. д.
Мьоко́ (яп. 妙高市, みょうこうし, МФА: [mʲoːkoː ɕi̥]) — місто в Японії, в префектурі Ніїґата.

## Короткі відомості
Розташоване в південно-західній частині префектури, біля підніжжя вулкана Мьоко. Виникло на основі сільських поселень раннього нового часу. Засноване 1 квітня 2005 року шляхом об'єднання міста Арай з містечком Мьокоґен і селом Мьоко. Основою економіки є сільське господарство, виробництво електротоварів, комерція, туризм. Південна частина міста входить до складу національного парку Луки Кодзуке-Сінано-Етіґо. В місті розташовані гарячі джерела та гірськолижні курорти. Станом на 1 квітня 2009 площа міста становила 445,52 км². Станом на 1 червня 2011 населення міста становило 35 175 осіб.